# Michael O’Laughlen

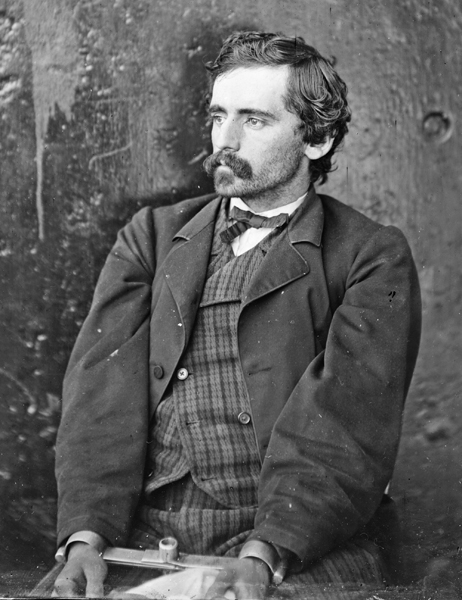

Michael O’Laughlen (* 3. Juni 1840 in Baltimore, Maryland; † 23. September 1867 in Fort Jefferson, Florida) war ein amerikanischer konföderierter Soldat und Verschwörer bei John Wilkes Booths Plan zur Entführung des US-Präsidenten Abraham Lincoln und später bei dessen Ermordung.

## Leben
In seinen frühen Jahren war O’Laughlen einer der Freunde von John Wilkes Booth, da die Familie Booth gegenüber den O'Laughlens wohnte. Zu Beginn des Bürgerkriegs trat O'Laughlen der Konföderiertenarmee bei, wurde jedoch im Juni 1862 entlassen. Er kehrte nach Baltimore zurück und schloss sich seinem Bruder im Futtermittel- und Lebensmittelgeschäft an.
Michael O'Laughlen war einer der ersten Rekruten von Booth. Im Herbst 1864 erklärte sich O'Laughlen bereit, Mitverschwörer bei der Verschwörung zur Entführung von Präsident Abraham Lincoln zu werden. In der Nacht des 15. März 1865 traf sich O'Laughlen mit Booth und anderen Verschwörern im Gautier's Restaurant in der Pennsylvania Avenue, um die mögliche Entführung des Präsidenten zu besprechen.
Laut O'Laughlen war dies das Ende seiner Verschwörung mit Booth. O'Laughlen kehrte jedoch am Tag vor Lincolns Ermordung nach Washington zurück. Im Prozess gab es widersprüchliche Aussagen über O'Laughlens Bewegungen am Tag des Attentats. O'Laughlen ergab sich am Montag, dem 17. April 1865, freiwillig.
Nach dem Urteil wurde O’Laughlen zur Strafe nach Fort Jefferson geschickt. Er starb dort an Gelbfieber.